# 九里站 (四川省)
九里站是一个成昆线上的铁路车站，位于四川省峨眉山市九里镇，建于1965年，目前为四等站，邮政编码为614222。目前客运：办理旅客乘降；行李、包裹托运。货运办理整车及专用线货物发到，主要到发品为矿建、水泥、钢铁、矿石；货场面积9709平方米，设有通往金顶快点物流和川投峨眉铁合金的专用铁路。

## 图片

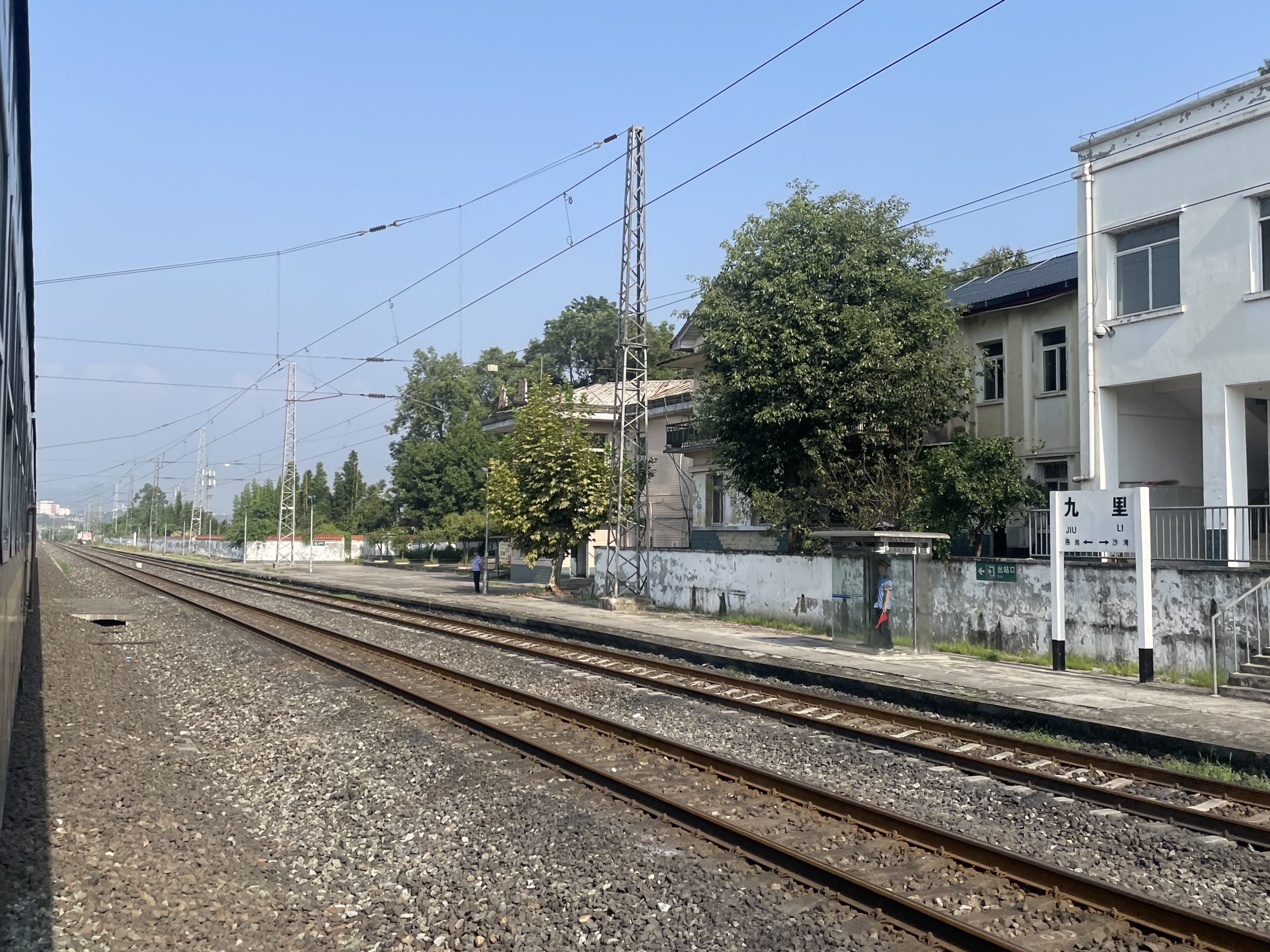
车站站台
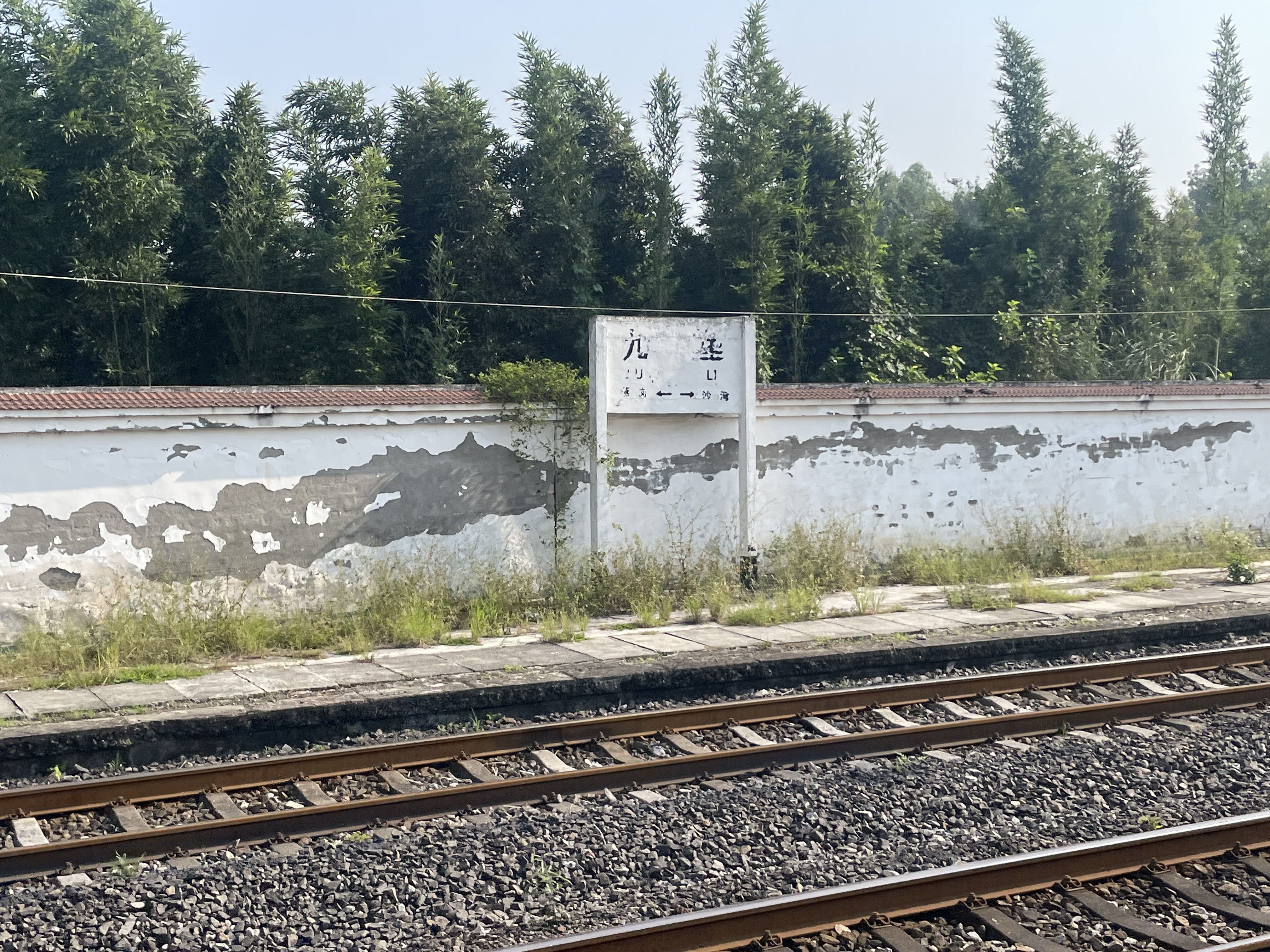
站牌
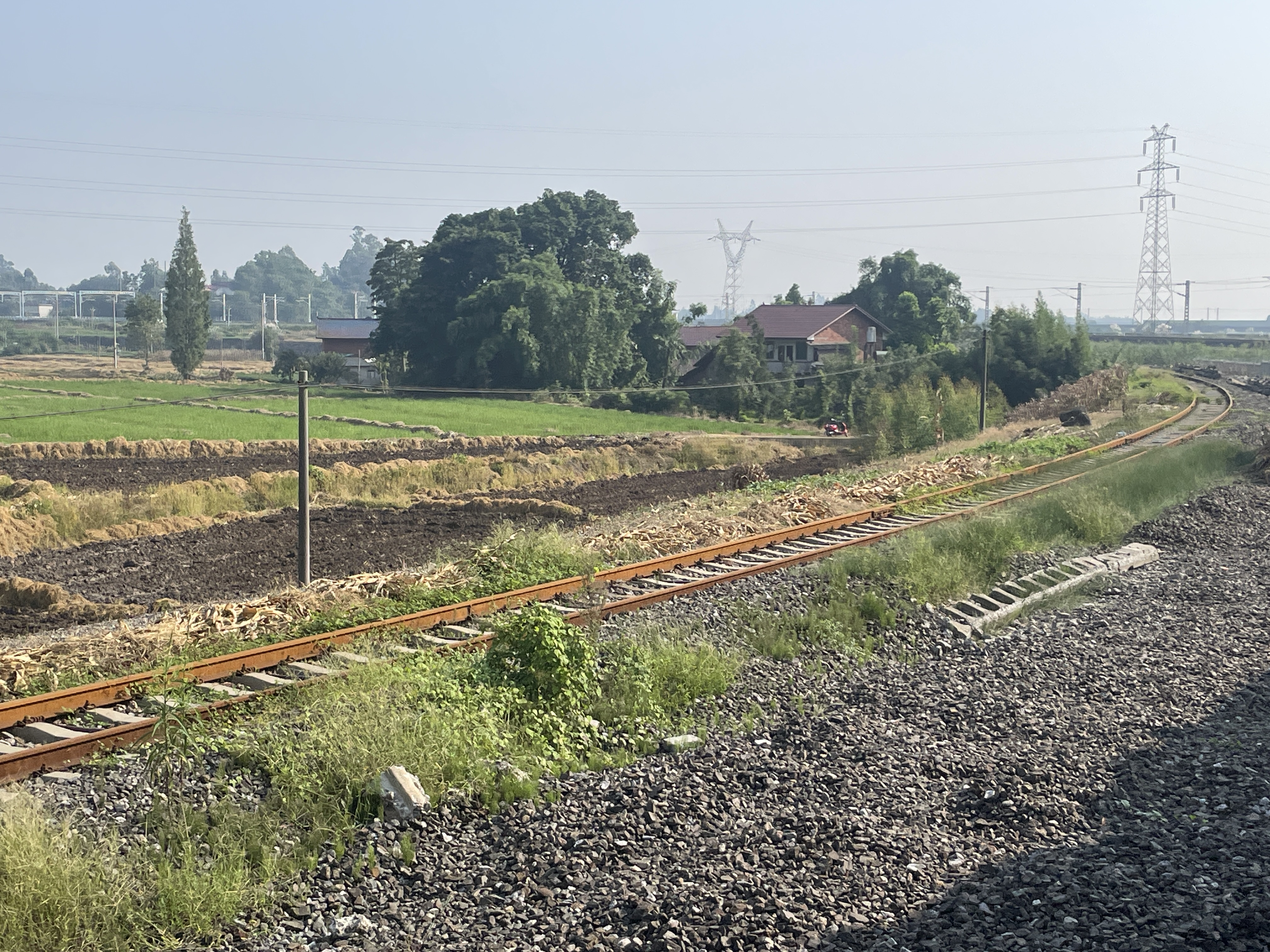
专用线
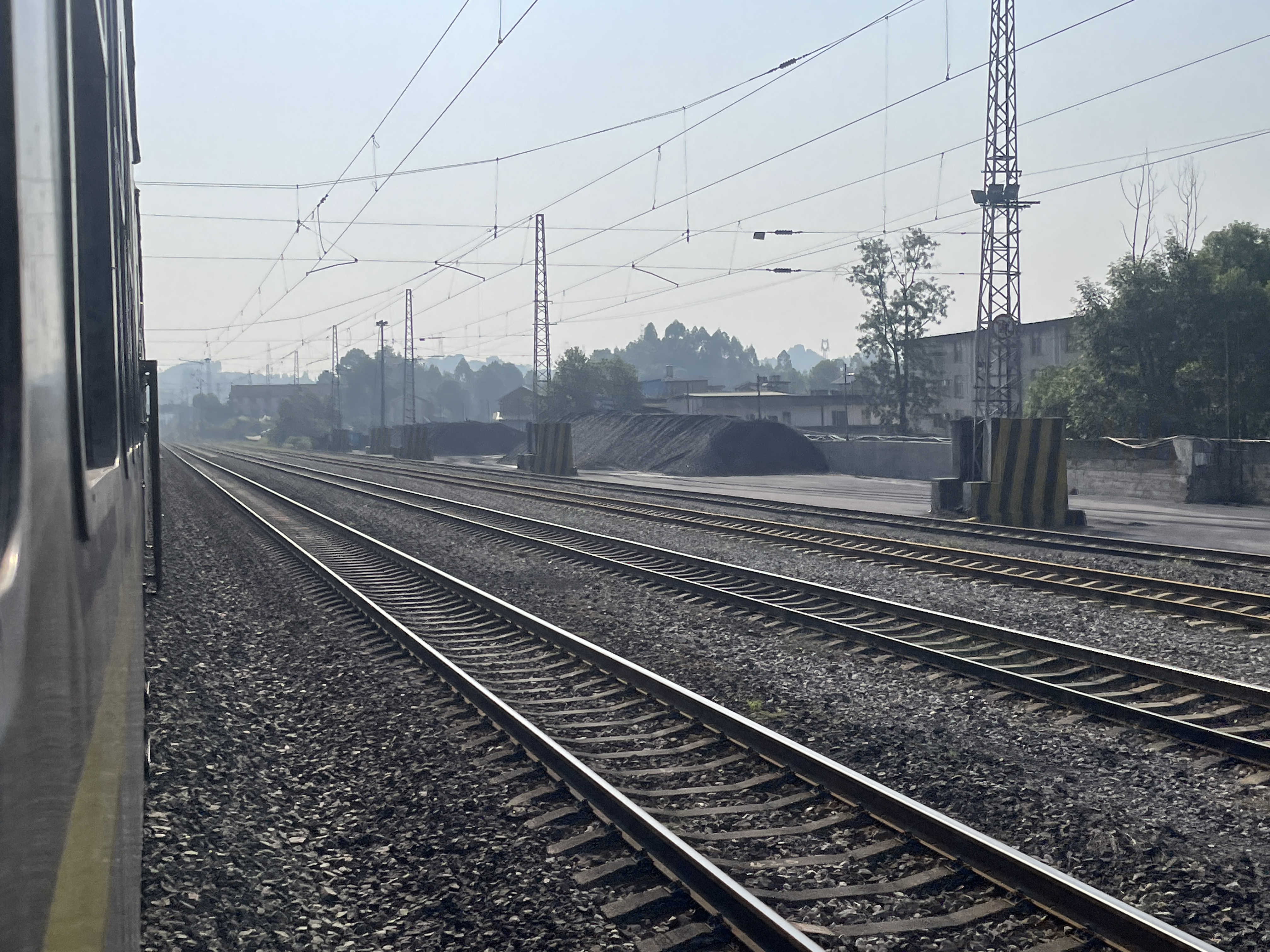
车站股道
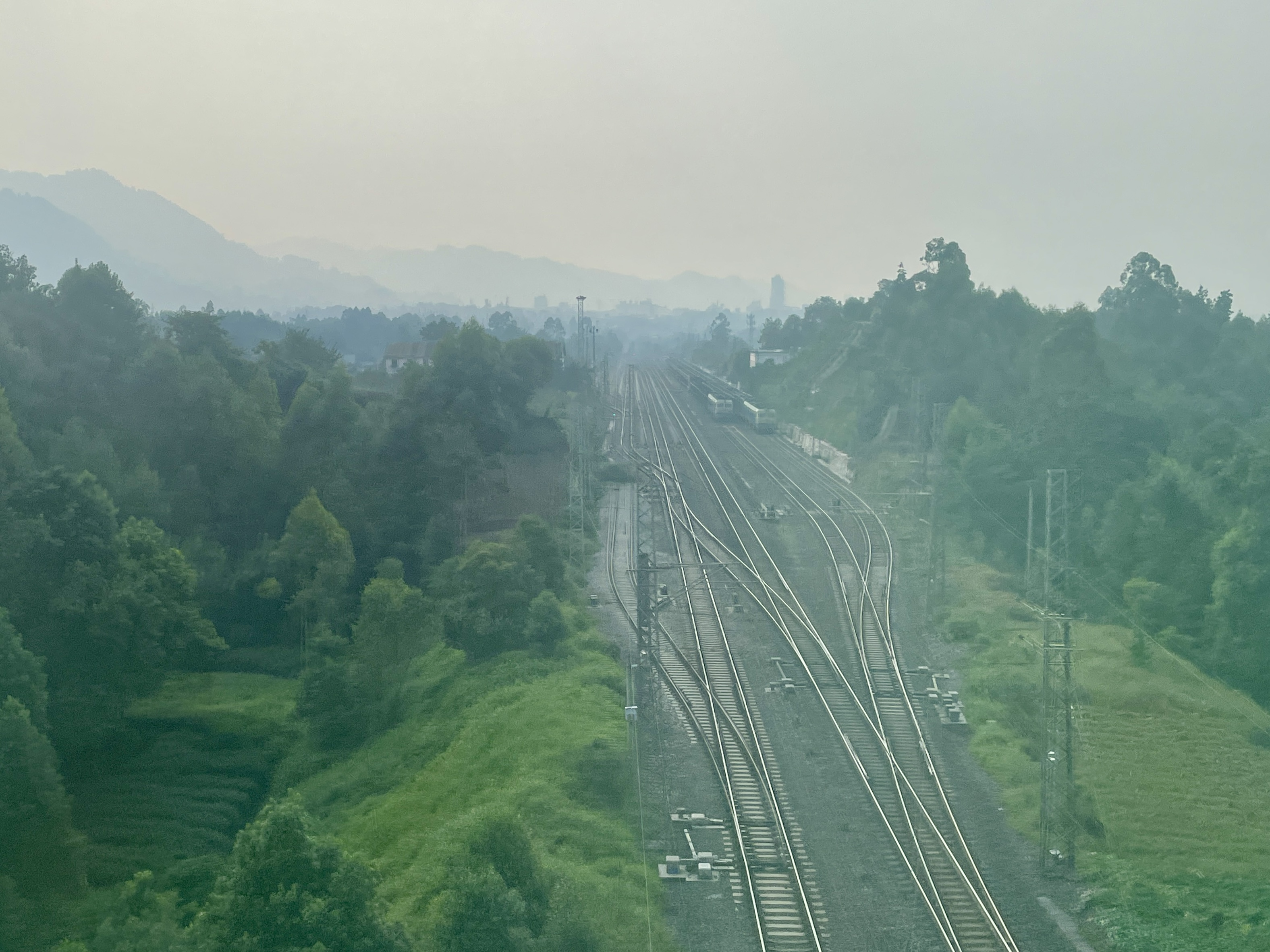
从峨广铁路俯瞰站场